# مقاومة الأهواز
بدأت مقاومة الأهواز بعد مرور عدة أشهر على احتلال الأهواز في عام 1925 حيث وقف بوجه سياسة التفريس جنود الشيخ خزعل وحرسه الخاص الذين كانوا يسمون الغلمان، وقاموا بثورة سميت بإسمهم ثورة الغلمان في 22 يوليو 1925 بقيادة (شلش، وسلطان). وكانت رد فعل لأسر شيخ خزعل، وفي هذه الثورة هرب أفراد من الجيش الإيراني إلى الكويت وسيطر الثوار على مدينة المحمرة لعدة أيام. ثم قصفتهم مدفعية الجيش الإيراني بعد أن دمّروا الحامية الفارسية في المدينة.
وقاد بعدها الشيخ عبد المحسن الخاقاني مع نفر من رفاقه انتفاضة أخرى في المحمرة وتوسّعت لتشمل مدن إقليم الأهواز الأخرى مطالبين بارجاع الشيخ خزعل الذي اقتيد إلى السجن إثر مؤامرة إيرانية.

## ثورات المقاومة
انتفض الشعب الأهوازي بعدة ثورات متـفرقة ومتـباعدة ضد الاحتلال الإيراني، أهمها:
1- ثورة الحويزة في عام 1928.:
بقيادة الشهيد محي الدين الزئبق رئيس عشائر الشرفة، والذي شكّل حكومة دامت ستة أشهر. وقـد شاركت نساء الأهواز في هذه الثورة، وحاصر الجيش الإيراني مدينة الحويزة ومنع وصول المؤن إليها ثم هاجمها وأخمد تلك الثورة.
2- ثورة بني طرف عام 1936:
أعلنت قـبائل بني طرف الثورة على الحكومة الإيرانية، فاستغل رضا شاه هذه الفرصة ليقوم بتسيير جيشا كبيرا إلى مدينة الخفاجية وأطرافها وقضى على الثورة، ثم جمع ستة عشر رئيسا من رؤساء القبائل وأمر بدفـنهم وهم أحياء، ليكونوا عـبرة لمن يعارض نظامه.
3- ثورة حيدر بن طلال عام 1940:
قامت عشائر بني كعب وعشائر كنانة وعشائر الخزرج في الأهواز بثورتها بقيادة الشيخ حيدر بن طلال الكعبي يعاونه الشيخ كوكز بن زامل المحيسن الكناني والشيخ إبريج الخزرجي، وذلك في منطقة الميناو على نهر دبيس، وتمكنت من إزالة الحاميات الإيرانية والسيطرة على ثكناتها في المنطقة، ولم تتمكن السلطات الإيرانية من القضاء عليها إلا بعد إلقاء القبض على الشيخ حيدر الكعبي ورفاقه وهم: كوكز بن زامل بن ضمد المحيسن من بني كنانة، الشيخ بريج من الخزرج، مهدي بن علي، داود الحمود، وأعـدمتهم جميعا في قلعة سهر الشهداء.
4- ثورة الغجرية عام 1943:
تزعّم هذه الثورة الشيخ جاسب بن الشيخ خزعل، حيث قام بها ضد نظام الشاه حين دخل الإمارة بعد اتفاقه مع بعض رؤساء العشائر الأحوازية على الثورة، وقـد تمكّن الثوار من قـتل العـد يد من جنود وضباط نظام الشاه، وتمكنوا من إسقاط طائرة حـربية، وقـد كان محي الدين آل ناصر رئيس اللجنة القومية العليا لتحرير عربستان الذي أعدمته سلطات النظام الإيراني في 13-6-1964 مع آخرين ممن كان قد شارك في هذه الثورة.
5- حركة الشيخ عبد الله بن الشيخ خزعل عام 1944:
اتفق الشيخ عبد الله مع العشائر العربية على القيام بثورة، ولكن لم تنجح هذه الثورة.
6- ثورة بني طرف وبني كنانة عام 1945:
امتدت شرارات هذه الثورة إلى القبائل العربية، ولا سيما بنو سالة وبنو لام والشرفة والمحيسن الكنانيين، وسيطرت العشائر الثائرة على جميع القرى والمخافر والمدن المنتشرة في هذه المناطق، ودامت الثورة بضعة أشهر، فسيّرت لها الحكومة الإيرانية جيشاً كبيرا حشدته في مختلف الثكنات العسكرية، وقد صادف الجيش الإيراني صعوبات كبيرة في اجتياز المناطق الثائرة نظرا لتحصينات الثوار وطبيعة الأرض التي تكثر فيها الأنهار والمستنقعات وبساتين النخيل، مما تعذر على جيش نظام الشاه أن يحرّك آلياته، فأرسلت الحكومة الإيرانية طائرات مقاتلة قامت بقصف القرى وتجمعات العشائر وبحرق البيوت وإبادة المزارع، فكانت مجزرة راح ضحيتها آلاف الأبرياء من النساء والأطفال والشيوخ، وقـد كان التكافؤ في القوة العسكرية بين الطرفين معدوما. وعـند تغلب الشاه على الثوار من أبناء الأهواز رُحِّل منهم المئات وكانوا حوالي (1500) شخص، إلى شمال فارس مشيا على الأقدام مجتازين بهم الجبال الوعرة والوديان العميقة، فمات أكثرهم في الطريق جوعا وتعبا وبردا، ولم يصل منهم إلى طهران سوى حوالي الأربعين شخصا وزعـتهم السلطات الإيرانية على القرى النائية.
7- ثورة الشيخ مذخور الكعبي عام 1946:
لقد ثار الشيخ مذخور الكعبي عام 1946 على أثر المجزرة التي ارتكبتها قوات الشاه والتي ذهب ضحيتها مئات من العرب الأبرياء منهم زعيم حزب السعادة الشهيد حداد الذي أحرقه نظام الشاه مع زوجته وأطفاله، وإزاء هذه المجزرة ثار الشيخ مذخور الكعبي في منطقة عبادان وهاجم الحامية الإيرانية فتم قمع ثورة.
8- ثورة عشيرة النصار 1946:
استطاع الجيش الإيراني، بدعم عسكري بريطاني، في إخماد هذه الثورة التي كانت تستهدف التخلّص من الاحتلال الإيراني.
9- ثورة الشيخ يونس العاصي عام 1949:
لقد ثار الشيخ يونس العاصي في منطقة البسيتين والخفاجية وفيها انفصلت عن السيطرة الإيرانية واستطاع جباية الضرائب باسمه وكان يسعى إلى تكوين مملكة تسمى - مملكة عرب الشرق - لكن حكومة الشاه أجهضت هذه الثورة مما دعى الشيخ يونس العاصي أن يهرب إلى العراق حتى توفي فيه.
ومنذ احتلال الإقليم تفجّرت ثورات وحركات مقاومة «أهوازية»، وكانت البداية بعد 3 أشهر من الاحتلال بثورة شعبية سميت بـ«ثورة الغلمان»، وتوالت الانتفاضات والثورات مثل ثورة الحويزة 1928، وثورة بني طرف 1936، ومعركة الشيخ عبد الله بن الشيخ خزعل 1944، وثورة عشيرة النصار 1946، وغيرها الكثير.
وتنوّعت مقاومة الشعب الأهوازي بين السلمي والعسكري. وقد تكون أول حزب سياسي منظم عام 1946 عرف باسم حزب السعادة، وبعدها تشكلت منظمات ثورية وسياسية أخذت على عاتقها مقاومة المحتل، ومنها: «منظمة الجماهير الثورية الأهوازية»، و«حركة التحرير الوطني الأهوازي»، و«الاتحاد العام لطلبة وشباب الأهواز»، و«المجلس الوطني الأهوازي»، و«الجبهة العربية لتحرير الأهواز»، وغيرها العديد من المنظمات الثورية الأخرى التي تأثّرت بحركات التحرر العربية التي تكوّنت قبل وبعد ثورة الضباط الأحرار في مصر.

## جبهات المقاومة
يوجد الكثير من جبهات المقاومة، وكان منها:
- الحزب الديمقراطي الأحوازي لعام 1998
- المنظمة الإسلامية السنية الأحوازية : هي منظمة أحوازية عربية ذات توجّه إسلامي، هدفها تحرير الأحواز مما تعتبره احتلالا من قبل إيران لها، لها وجود ميداني وإعلامي بارز في الساحة الوطنية الأحوازية.
- جبهة تحرير عربستان: أنشئت عام 1956م، وآمنت بالكفاح المسلح ضد الاحتلال الإيراني، ومارست أنشطة سياسية وإعلامية متنوعة. واستمرت في الكفاح تحت اسم منظمة الجبهة الوطنية لتحرير عربستان، بعد اضطهاد أعضائها وإعدام قادتها الرئيسيين.
- الحزب الديمقراطي الاحوازي: بدأ كفاحه عام 1998م وأصدر ثلاثة أعداد من نشريته مبادئ الثورة.
- حركة النضال العربي لتحرير الأحواز
- الجبهة الشعبية لتحرير الأحواز: تأسست عام 1968م وقامت بعمليات كثيرة وأصدرت عام 1971 صحيفة الأحواز.

وقد أسهمت القوى الوطنية في عربستان مع سائر الشعوب الإيرانية في الانتفاضة التي أدت إلى الإطاحة بحكم شاه إيران. كما طالبت تلك القوى النظام السياسي الجديد الذي قاده آية الله الخميني بالاعتراف بالحقوق القومية للعرب، وكذلك حق تقرير المصير.
- بالإضافة إلى الجبهات الحالية:
- الجبهة الديمقراطية الشعبية الأحوازية.
- حزب التضامن الديمقراطي.
- منظمة تحرير الأحواز.[8]